# Editora &etc
A Editora &etc, nascida oficialmente em 1974, mas com origens em 1967, era uma editora independente portuguesa fundada por Vitor Silva Tavares, juntamente com outras figuras, editando vários títulos de forma artesanal e única, cessando atividade em 2015, devido à morte do seu criador.

## História
Começando por ser um magazine de artes, espetáculos e letras com 26 números do Jornal do Fundão (já pelo nome &etc) onde, em 1967, exercia o seu criador, Vitor Silva Tavares, evoluindo em 1973 para revista autónoma (inicialmente de publicação quinzenal, mas depois mensal) com 25 números, de publicações culturais diversas, contando com a presença de vários colaboradores, entre os quais Pedro Oom, Herberto Hélder, Bernardo Pinto de Almeida e Nuno Júdice.
Em vésperas de 25 de abril de 1974 (acontecimento histórico em Portugal, fim da ditadura), Vitor Silva Tavares, em conjunto com outras figuras ligadas à já existente revista, cria a Editora &etc, com sede em Lisboa, onde vêm a ser editados artesanalmente vários livros de diferentes autores, incluindo autores estrangeiros.
Sendo que o trabalho realizado na editora era feito de uma maneira familiar e conjunta, com a morte de Vitor Silva Tavares, foram encerradas as atividades da editora, passando os seus livros a ser distribuídos até esgotarem pela Editora e Livraria Letra Livre.

## Edições
Para cada livro editado (de forma artesanal) por Vitor Silva Tavares e pela sua editora, houve sempre uma única edição, à exceção do livro O Bispo de Beja (único livro censurado e queimado em pleno tribunal após o 25 de abril), que foi reeditado devido a se tratar “de um caso político. A reedição é uma reincidência, um desafio às autoridades”, como luta contra a ditadura ocorrida em Portugal.

## Livros Editados
- Pinto, Diogo Vaz. Anonimato. Lisboa: Editora &etc, 2015
- Vieira, António. Olhares de Orfeu. Lisboa: Editora &etc, 2013. 96 p.
- Baptista, Amadeu. Açougue. Lisboa: Editora &etc, 2012
- Branco, Rosa Alice. Concerto ao Vivo. Lisboa: Editora &etc, 2012
- Tavares, Paulo. Linhas de Hartmann. Lisboa: Editora &etc, 2011. 56 p
- Dempster, Nuno. K3. Lisboa: Editora &etc, 2011. 64 p.
- Baptista, Amadeu. O Ano da Morte de José Saramago. Lisboa: Editora &etc, 2010. 48 p.